# Melanconium pandani
Melanconium pandani är en svampart som beskrevs av Lév. 1845. Melanconium pandani ingår i släktet Melanconium och familjen Melanconidaceae.   Inga underarter finns listade i Catalogue of Life.